# Grallaria carrikeri
Grallaria carrikeri là một loài chim trong họ Grallariidae.